# 稲荷公園 (富山市)
稲荷公園（いなりこうえん）は、富山県富山市にある都市公園（総合公園）である。

## 概要
赤江川とその一帯に整備された13.2haの公園である。日本さくらの会やローソン植樹基金、株式会社アリタ緑化支援事業などの寄付により植栽されたソメイヨシノや河川沿いのサトザクラが植樹されており、富山さくらの名所70選にも指定されている。また、立山連峰を見渡す視点場「立山あおぐ特等席」に選定されている。2007年（平成19年）には、『富山うるおい環境とやま賞緑の賞』に選定されている。

## 沿革
1979年（昭和54年）8月4日、富山市が燐化学工業の工場跡地約118,000m2を30億3,400万円で買収。以降しばらく整地のうえ運動広場（野球広場）として利用されてきた。その後1983年（昭和58年）3月4日に『グリーンパーク』の仮称で森林公園の造成工事に着手した。
1984年（昭和59年）1月19日には、富山市森づくり計画策定委員会が、稲荷公園の基本計画を答申した。
1. 生態系、景観的に安定した多様な樹木を育成、風土色豊かな森林公園
2. 自然の緑を基調とするレクリエーション園地をとして四季を通じ市民に親しまれる公園
3. 緊急時の避難緑地の機能も兼ねて、遮断的樹林帯に囲まれた広いオープンスペースを確保。

1987年（昭和62年）に公園が一部開園した。1989年（平成元年）4月30日には、「三二万人の森・植樹祭」にて、シラカシ5,300本が植樹された。同年9月13日には、同年9月14日から始まる日本いけばな芸術協会北陸信越展を記念した植樹が、同協会名誉総裁の高松宮妃喜久子を迎え同公園で行われた。1992年（平成4年）4月17日には、ワンパク広場が完成した。
1996年（平成8年）4月13日、公園の完成式が行われ、同日から14日まで、『稲荷公園グリーンフェスタ』が開催された。
2020年（令和2年）時点で同公園内に1万人規模を収容する全天候型アリーナやホテルなどを整備する再開発計画が存在していた。公園近くのアピアショッピングセンターを建て替えて一体的に整備する計画で、事業費は約400億円を見込み、2027年（令和9年）の完成を目標としていた。その後、2025年（令和7年）7月1日のアルビスがアピアショッピングセンターの運営会社であるアピアを子会社化することを発表したと同時に、公園を含めた再開発計画が中止になったことも発表された。

## 主な施設
出典→
- 親水池
- ワンパク広場
- スポーツ広場
- 四阿
- 芝生広場

## 周辺の施設
- 富山地方鉄道本線稲荷町駅（最寄駅）
- アピアショッピングセンター
- いなり鉱泉
- 富山市立奥田中学校
- クスリのアオキ綾田店